# Расселл, Джордж (поэт)

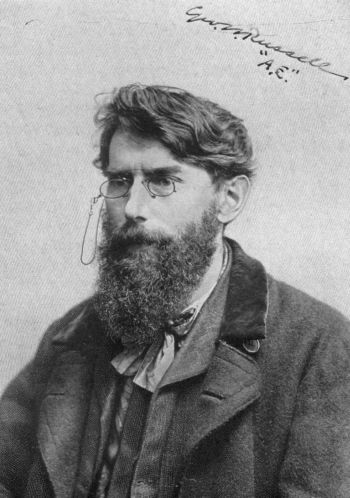
Джордж Уильям Расселл

Джордж Уильям Расселл (англ. George William Russell; 10 апреля 1867, Лерган, графство Арма — 17 июля 1935, Борнмут, Дорсетшир) — ирландский поэт, художник и теософ. Как правило, свои произведения подписывал псевдонимом Æ.

## Жизнь и творчество
Дж. Расселл родился в семье бухгалтера. В 1878 году Расселлы переезжают в Дублин, где Джордж с 1880 года учится в Художественной школе Метрополитен и с 1882 — в Ратминском колледже. В 1885 году Расселл бросает обучение, и в том же году основывает, вместе с Йейтсом, с которым познакомился ранее в художественной школе, дублинское отделение Герметического общества. В 1866 он вступает в Теософское общество и становится одним из создателей дублинской ложи Теософического общества. После раскола общества в 1895 году Расселл придерживается идей Уильяма К. Джаджа и становится членом Теософского общества в Америке. После ранней смерти Джаджа в 1896 году и смене курса Т. О. в А. Расселл выходит из неё и воссоздаёт в 1898 Герметическое общество как независимую организацию. Расселл являлся президентом Герметического общества до 1933 года.
Как поэт, издатель и художник Дж. Расселл был достаточно известен в Дублине. Наряду с Йейтсом и Грегори, он был одной из центральных фигур консервативной части ирландского Возрождения. Наряду с несколькими стихотворными сборниками, авторству Дж. Расселла принадлежат ряд мистических и политических статей и трактатов. В период между 1905 и 1923 годами он издаёт журнал Irish Homestead, и между 1923 и 1930 годами — журнал The Irish Statesman.
Дж. Расселл умер в Англии, похоронен в Дублине.

## Избранные произведения

### Поэзия
- Homeward: Songs by the Way (1894)
- The Earth Breath (1897)
- The Divine Vision (1904)
- Collected Poems (1913)
- Salutation (1917)
- The House of the Titans (1934)
- Selected Poems (1935).

### Мистика
- The Candle of Vision (1918)
- The Interpreters (1922)
- Song and its Fountains (1932)
- The Avatars (1933)

## Галерея

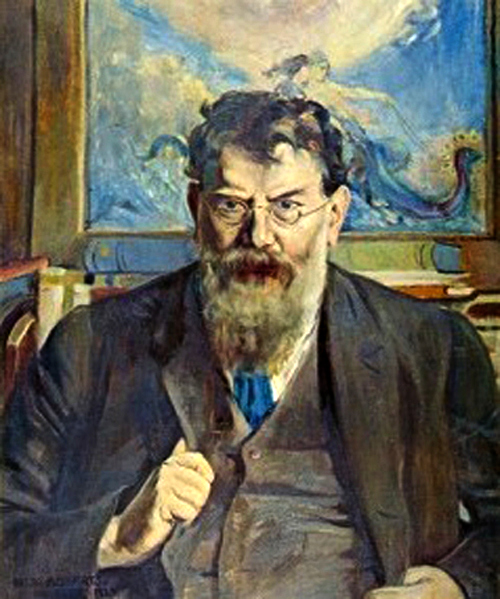
Автопортрет
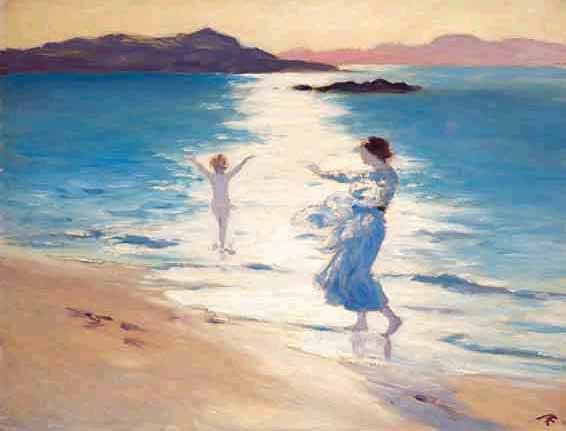
Купающиеся
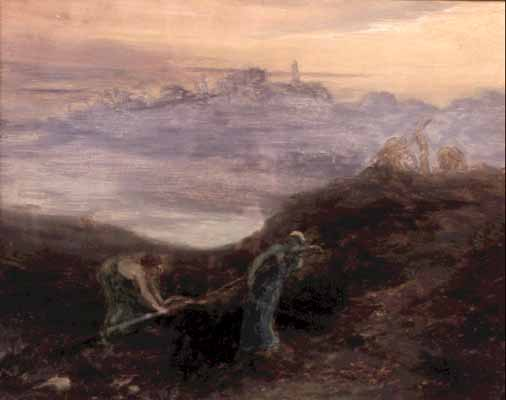
Сбор плавника